# Migdałkowa
Migdałkowa – skała w dolnej części lewych zboczy Doliny Będkowskiej na Wyżynie Olkuskiej będącej częścią Wyżynie Krakowsko-Częstochowskiej. Administracyjnie znajduje się we wsi Kobylany w województwie małopolskim, w powiecie krakowskim, w gminie Zabierzów.
Migdałkowa znajduje się w orograficznie lewych zboczach Wąwozu Granicznego, powyżej stawów hodowlanych gospodarstwa na dnie Doliny Będkowskiej. Jest to zbudowana z twardych wapieni igła skalna o wysokości 12–18 m. Przez wspinaczy skalnych zaliczana jest do Grupy nad Stawami. Łącznie są na niej 23 drogi wspinaczkowe o trudności od IV do VI.4+ w skali polskiej. Na części z nich zamontowano stałe punkty asekuracyjne w postaci ringów (r) i ringów zjazdowych (rz) lub dwóch ringów zjazdowych (drz).

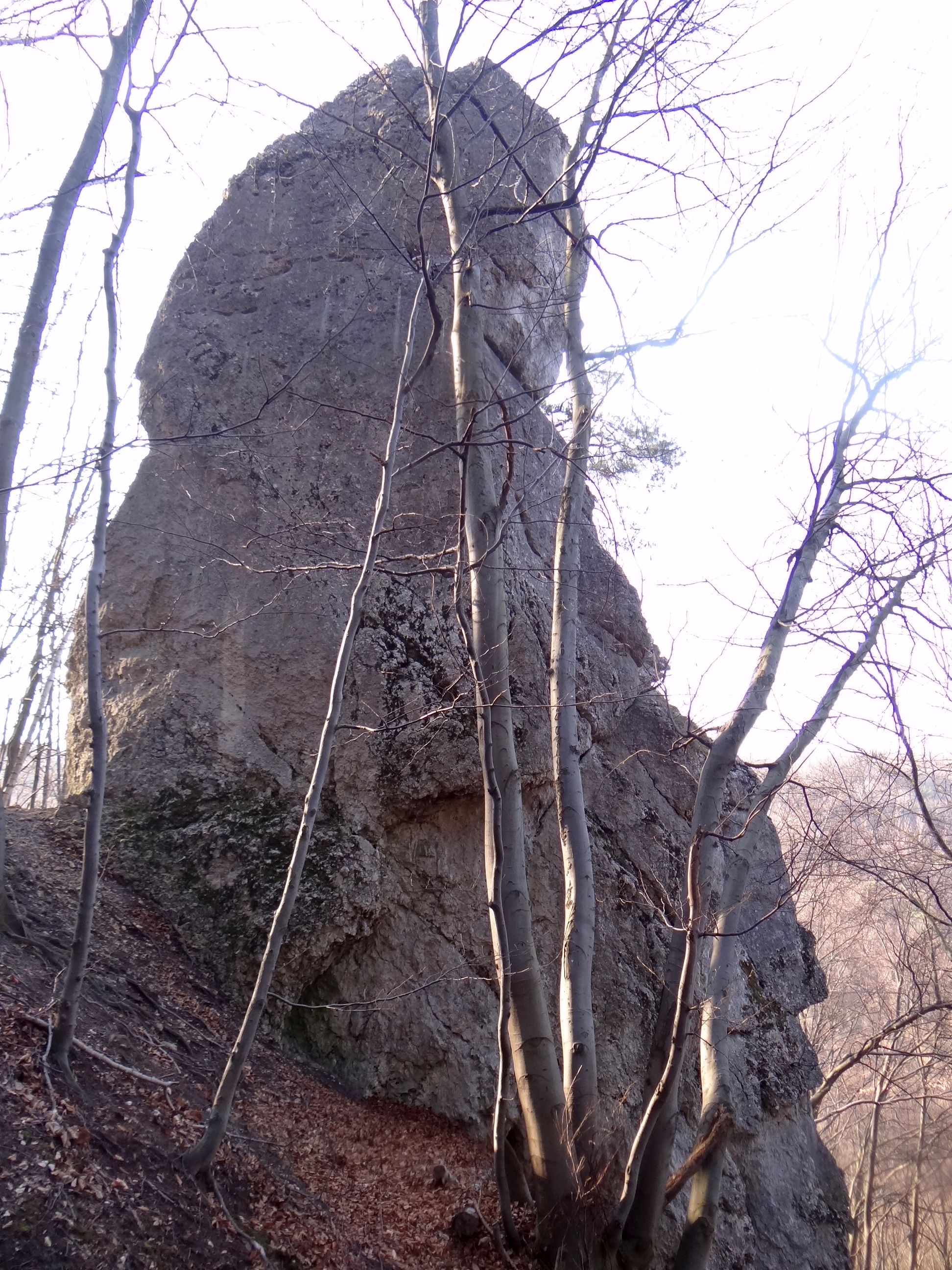
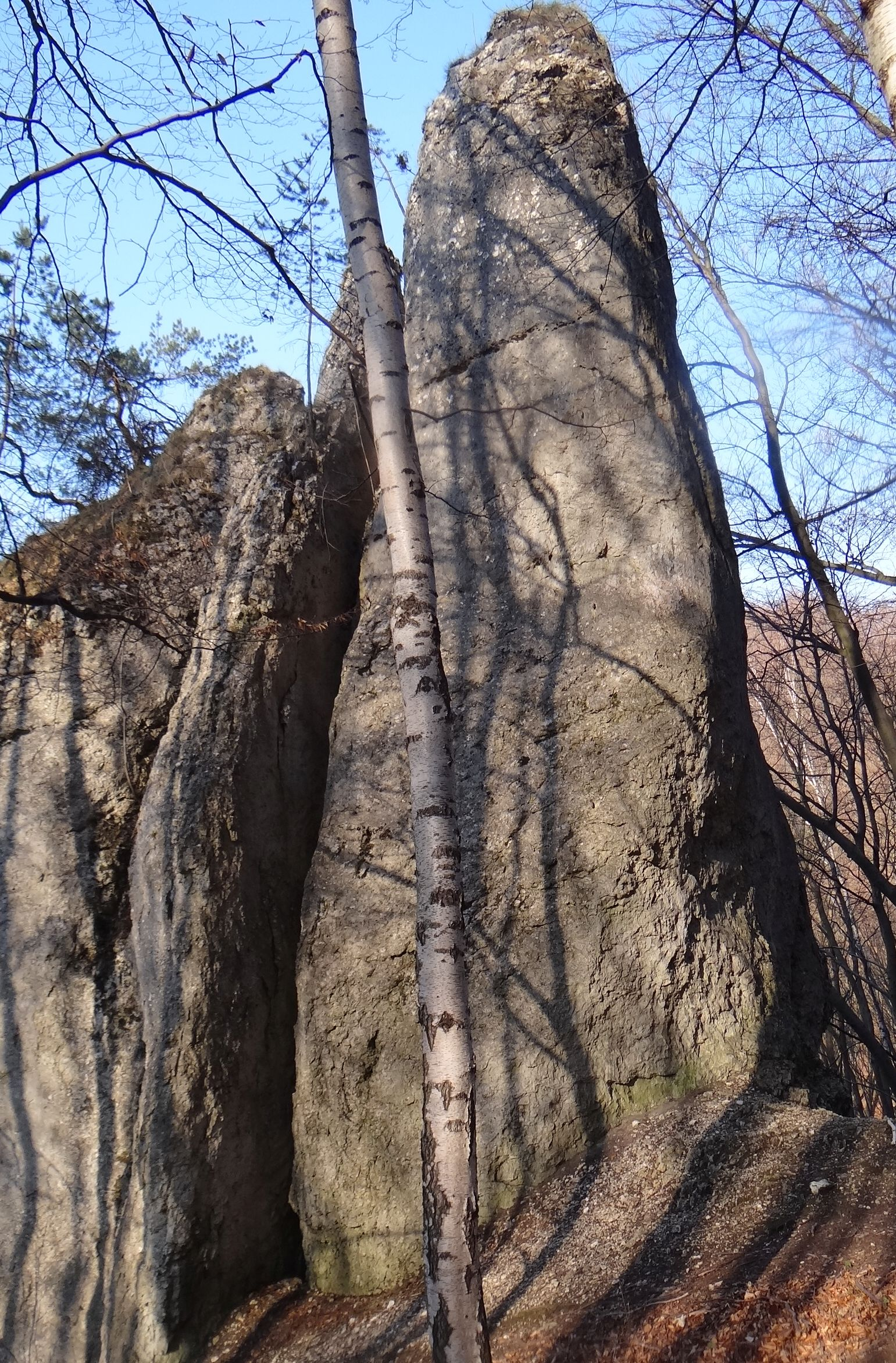
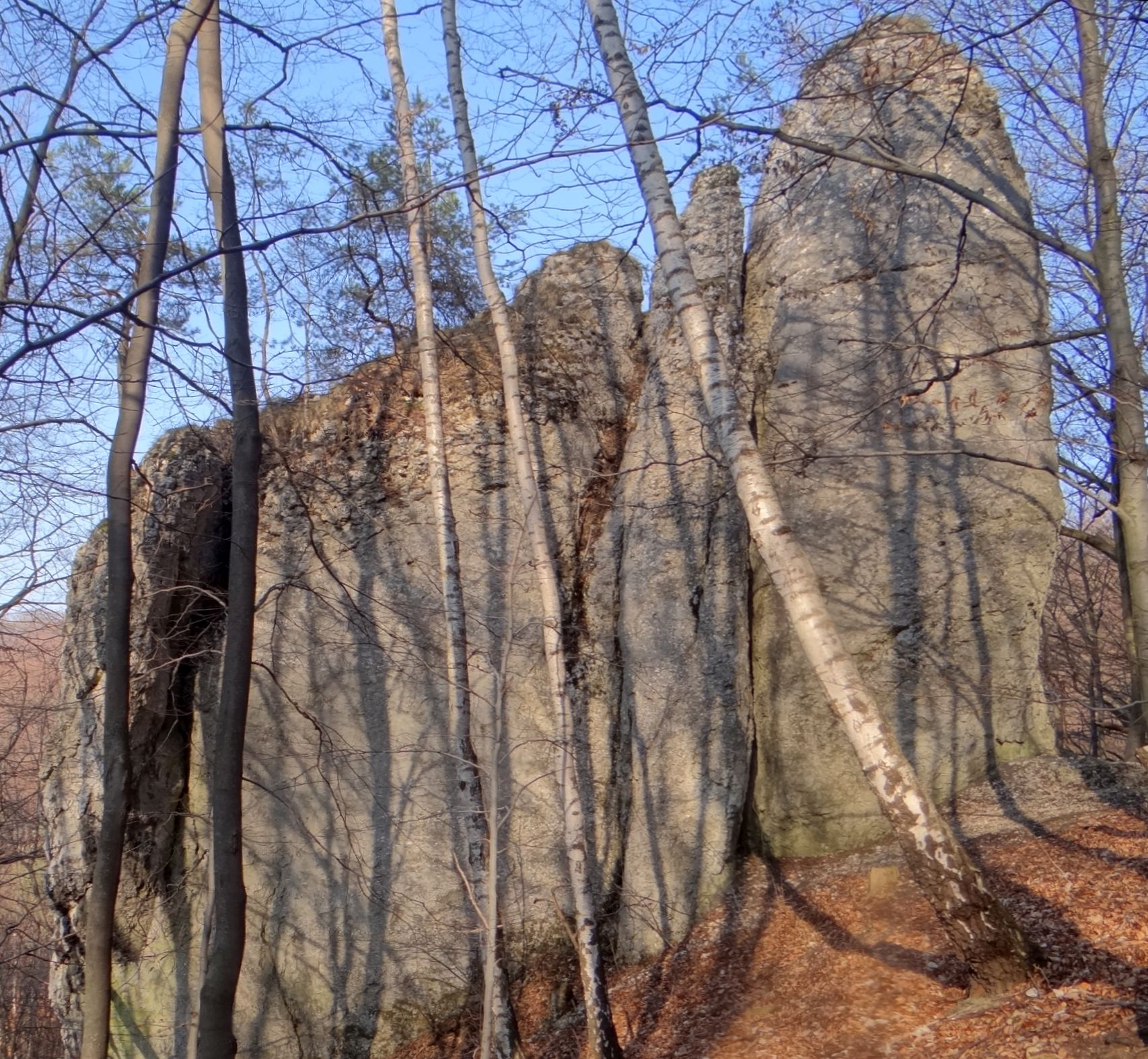
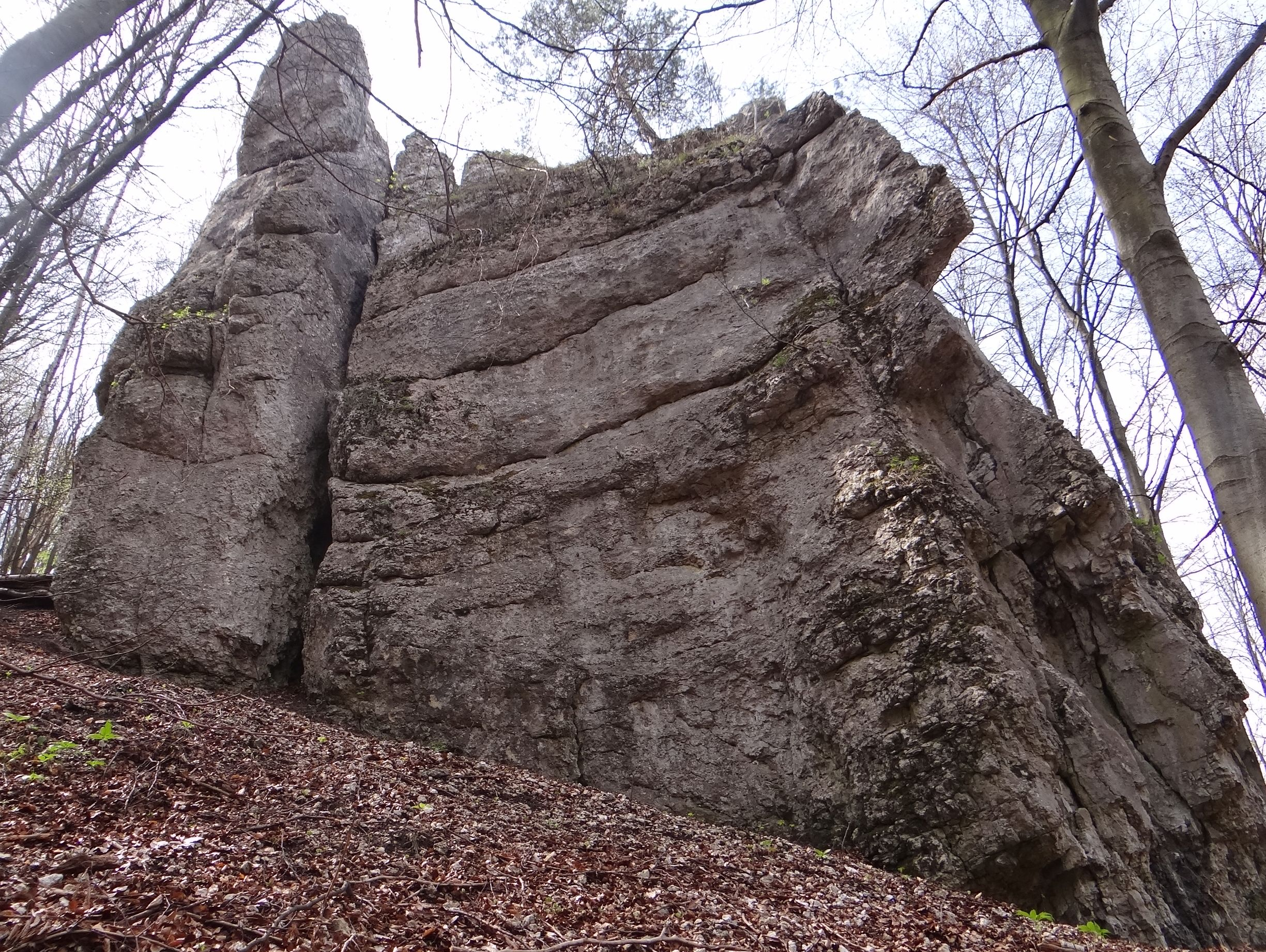
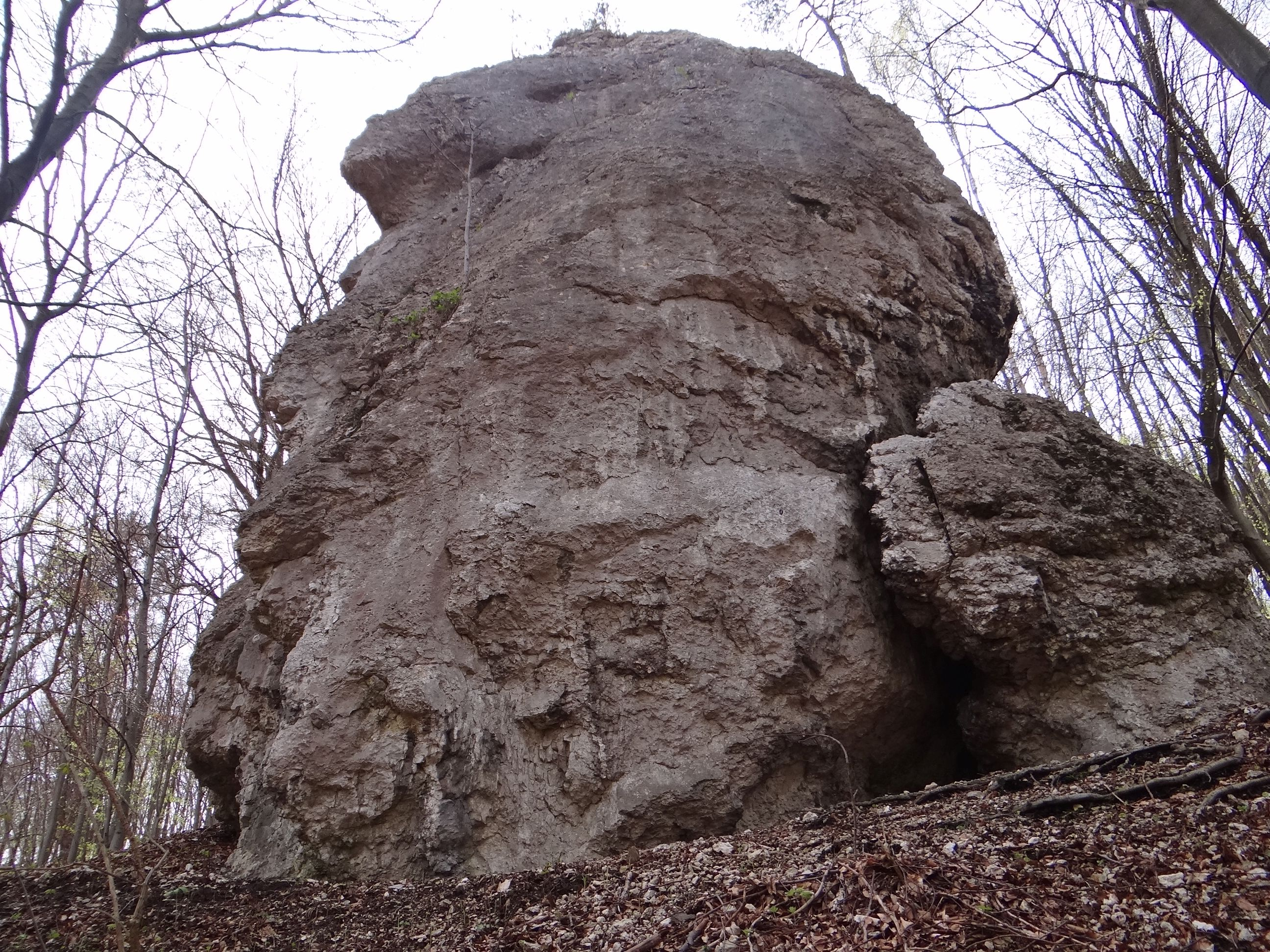
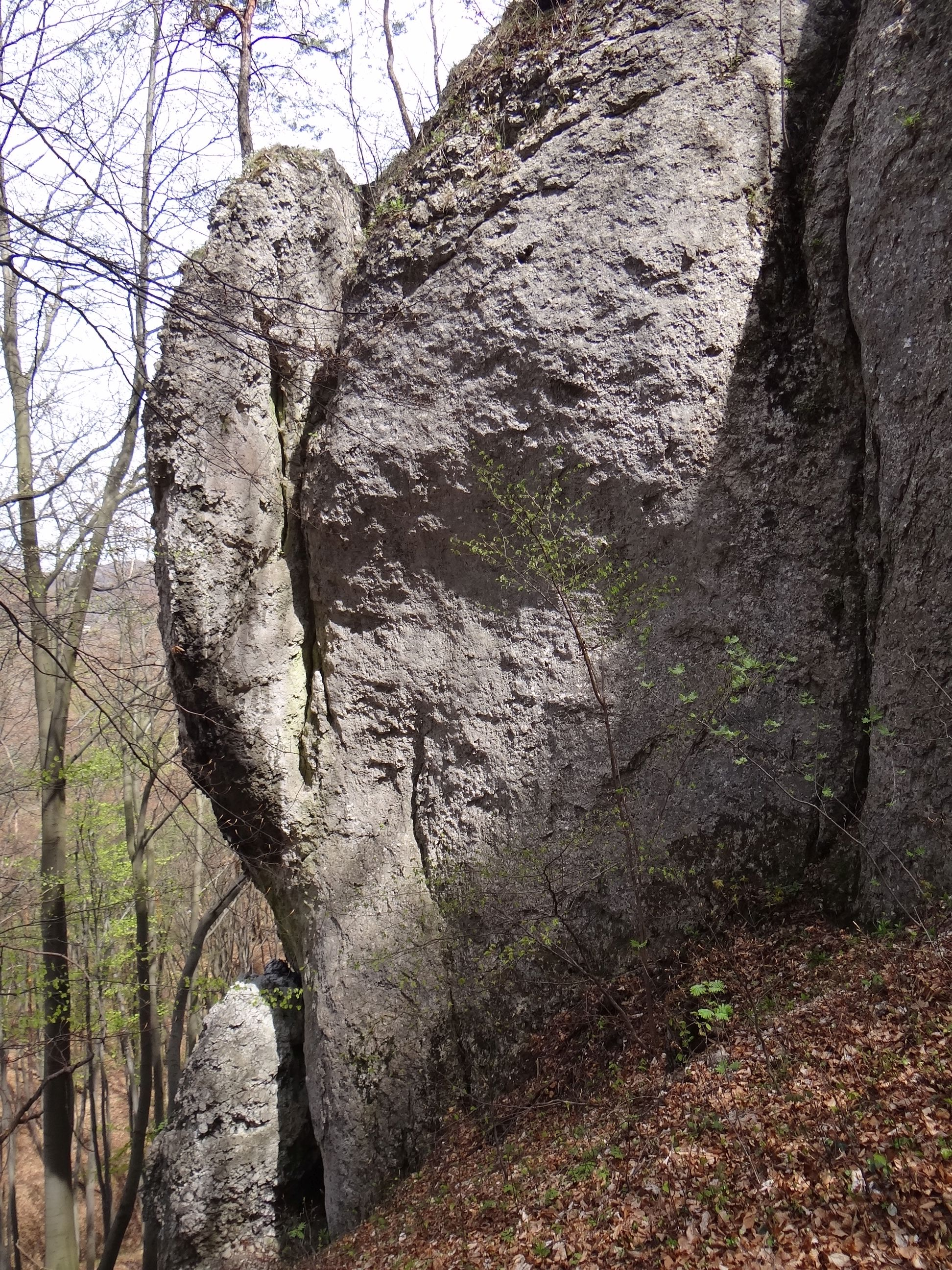

## Drogi wspinaczkowe
Migdałkowa I
1. Wariant do kantu; V, 2r + rz, 15 m
2. Kant Kurdybowicza; V+, 4r + rz, 15 m
3. Konanie git funfla; VI.1+, 5r + rz,16 m
4. Afera karabinkowa; VI.1, 6r + rz, 16 m
5. Kominy szczęścia nie dają; VI.2, 8r + rz, 18 m
6. Filar mgieł; VI.2+, 8r + rz, 18 m

Migdałkowa II
1. Południowo-zachodni komin; IV, 15 m
2. Cobra verde; VI.3+, 5r + rz, 15 m
3. Dziesięć tysięcy rzeczy; VI.2, 3r + rz, 15 m
4. Wariant do kantu; V, 3r + rz, 15 m

Migdałkowa III
1. Możliwość, 12 m
2. Możliwość, 12 m
3. Droga Andrzejów; IV+, 12 m

Migdałkowa IV
1. Pozytywka; VI.1+, 8r + rz, 18 m
2. Negatywka; VI.2, 7r + rz, 18 m
3. Będkowice penis club; VI.2, 7r + rz,1 8 m

Migdałkowa V
1. Same łzy; VI+, 4r + rz, 12 m
2. Szlachetna sztuka wabienia jelenia; VI.4+, 6r + drz, 18 m
3. Filar trzech punktów; VI.3+, 8r + rz,1 8 m
4. Migdałkowy komin; V, 18 m
5. Migdałkowy komin wariantem; IV+, 18 m
6. W hołdzie Katalonii; VI.2, 5r + rz, 12 m
7. Ballada o torreadorze; VI+, 5r + rz, 12 m[3].